# Mechâal Baladiat Béjaïa
Maillots
Dernière mise à jour : 29 décembre 2020.
Le Mechâal Baladiat Béjaïa (en arabe : مشعل بلدية بجاية), plus couramment abrégé en MB Béjaïa ou encore en MBB, est un club de volley-ball algérien, section du club omnisports du même nom, fondé en 1977 et basé à Béjaïa.
Il évolue au plus haut niveau (Nationale 1A) du championnat algérien pour la saison 2011-2012, aussi bien chez les masculins que chez les féminines.

## Palmarès
| Compétitions nationales (Masculin) | Compétitions internationales                              |
| --- | --------------------------------------------------------- |
| - Championnat d'Algérie (1) - Champion : 2012. - Finaliste : 2006, 2007 et 2009. - Coupe d'Algérie (2) - Vainqueur : 2006, 2008. - Finaliste : 2007, 2009, 2011, 2012 et 2014. | - Coupe arabe des clubs champions (1) - Vainqueur : 2012. |

| Compétitions nationales (Féminin) | Compétitions internationales |
| --- | ---------------------------- |
| - Championnat d'Algérie (1) - Championne : 2012. - Finaliste : 1996, 2003, 2006 et 2017. - Coupe d'Algérie - Finaliste : 2003 et 2014. |                              |

## Effectifs

### Effectif masculin
| No                           | Nom                          | Date de naissance            | Taille                       | Poids                        | Poste                        |
| ---------------------------- | ---------------------------- | ---------------------------- | ---------------------------- | ---------------------------- | ---------------------------- |
| 1                            | ?                            |                              | ?                            |                              | Passeur                      |
| 2                            | ?                            |                              | ?                            |                              | Réceptionneur-attaquant      |
| 3                            | ?                            |                              |                              |                              | Central                      |
| 4                            | ?                            |                              |                              |                              | Réceptionneur-attaquant      |
| 5                            | ?                            |                              |                              |                              | Passeur                      |
| 6                            | ?                            |                              |                              |                              | Réceptionneur-attaquant      |
| 7                            | ?                            |                              |                              |                              | Central                      |
| 8                            | ?                            |                              |                              |                              | Réceptionneur-attaquant      |
| 9                            | ?                            |                              |                              |                              | Attaquant                    |
| 10                           | ?                            |                              |                              |                              | Central                      |
| 11                           | ?                            |                              |                              |                              | Central                      |
| 12                           | ?                            |                              |                              |                              | Libero                       |
| 13                           | ?                            |                              |                              |                              | Central                      |
| 14                           | ?                            |                              |                              |                              | Passeur                      |
| 16                           | ?                            |                              |                              |                              | Réceptionneur-attaquant      |
| 18                           | ?                            |                              |                              |                              | Central                      |
|                              |                              |                              |                              |                              |                              |
| Encadrement technique        | Encadrement technique        |                              | Légende                      | Légende                      | Légende                      |
| Entraîneur : ?               | Entraîneur : ?               | Entraîneur : ?               | : Capitaine                  | : Capitaine                  | : Capitaine                  |
| Entraîneur(s) adjoint(s) : ? | Entraîneur(s) adjoint(s) : ? | Entraîneur(s) adjoint(s) : ? | : Joueur blessé actuellement | : Joueur blessé actuellement | : Joueur blessé actuellement |

### Effectif féminin
| No                           | Nom                          | Date de naissance            | Taille                       | Poids                        | Poste                        |
| ---------------------------- | ---------------------------- | ---------------------------- | ---------------------------- | ---------------------------- | ---------------------------- |
| 1                            | ?                            |                              | ?                            |                              | Passeur                      |
| 2                            | ?                            |                              | ?                            |                              | Réceptionneur-attaquant      |
| 3                            | ?                            |                              |                              |                              | Central                      |
| 4                            | ?                            |                              |                              |                              | Réceptionneur-attaquant      |
| 5                            | ?                            |                              |                              |                              | Passeur                      |
| 6                            | ?                            |                              |                              |                              | Réceptionneur-attaquant      |
| 7                            | ?                            |                              |                              |                              | Central                      |
| 8                            | ?                            |                              |                              |                              | Réceptionneur-attaquant      |
| 9                            | ?                            |                              |                              |                              | Attaquant                    |
| 10                           | ?                            |                              |                              |                              | Central                      |
| 11                           | ?                            |                              |                              |                              | Central                      |
| 12                           | ?                            |                              |                              |                              | Libero                       |
| 13                           | ?                            |                              |                              |                              | Central                      |
| 14                           | ?                            |                              |                              |                              | Passeur                      |
| 16                           | ?                            |                              |                              |                              | Réceptionneur-attaquant      |
| 18                           | ?                            |                              |                              |                              | Central                      |
|                              |                              |                              |                              |                              |                              |
| Encadrement technique        | Encadrement technique        |                              | Légende                      | Légende                      | Légende                      |
| Entraîneur : ?               | Entraîneur : ?               | Entraîneur : ?               | : Capitaine                  | : Capitaine                  | : Capitaine                  |
| Entraîneur(s) adjoint(s) : ? | Entraîneur(s) adjoint(s) : ? | Entraîneur(s) adjoint(s) : ? | : Joueur blessé actuellement | : Joueur blessé actuellement | : Joueur blessé actuellement |

## Joueurs emblématique

### Joueuses emblématique
- Mouni Abderrahim
- Fatima Zahra Djouad
- Narimene Madani
- Nawal Mansouri
- Wissam Dali

## Logo

Ancien logo du club
Logo actuel du club